# Evangelion: 3.33 – You Can (Not) Redo.
Evangelion: 3.33 – You Can (Not) Redo. (jap. ヱヴァンゲリヲン新劇場版：Q Evangerion Shin Gekijōban: Kyū, dt. „Evangelion Neue Kinofassung: Beschleunigung“) ist der dritte Film der Rebuild-of-Evangelion-Reihe zur Anime-Fernsehserie Neon Genesis Evangelion.

## Handlung
Vierzehn Jahre sind seit dem Third Impact vergangen, aber die Menschheit wird immer noch von den Engeln angegriffen. Shinji Ikari wird aus Evangelion Einheit-01 geborgen und erkennt, dass sich Dinge geändert haben, jedoch nicht zum Besseren: Die Welt wurde verwüstet und seine ehemals Verbündeten von NERV haben sich ihm und Rei Ayanami gegenüber feindlich eingestellt.
Die von Misato Katsuragi geleitete neue Organisation WILLE besteht einzig, um die letzten verbleibenden EVAs von NERV zu vernichten. Obwohl Shinji für Rei alles riskiert hatte, konnte sie bislang nicht in EVA-Einheit 01 wiedergefunden werden. Seine ehemalige Freundin Asuka ist ihm gegenüber mehr denn je feindlich eingestellt, offenbart ihm jedoch, dass in den vergangenen 14 Jahren keiner der EVA-Piloten gealtert ist. Während des ersten offiziellen Treffens mit Misato und Asuka findet ein Angriff durch die von NERV geschickte EVA-Einheit 09, welche von Rei gesteuert wird, statt. Von Misato enttäuscht begibt sich Shinji in die Obhut von EVA-09 und verschwindet mit ihr. Die EVA-Einheit bringt ihn zur fast komplett vernichteten Geo-Front, wo der letzte Rest von NERV, der im Wesentlichen nur aus Shinjis Vater Gendō Ikari und dessen Vize-Kommander Kōzō Fuyutsuki besteht, weiter an der Vollendung der Menschheit arbeitet.
Shinji versucht, sich an die neue Umgebung anzupassen und trifft dabei auf den rätselhaften Kaworu Nagisa. Beide begeben sich auf die Suche nach Rei und stoßen dabei auf schreckliche Wahrheiten hinter den Engeln, NERV und den Evangelion. Während Shinji mit sich selbst hadert und sich immer wieder fragt, was mit der „echten Rei“ passiert ist und warum er sie gerettet und dann doch wieder nicht gerettet hatte, erfährt er die Wahrheit über seine Mutter Yui Ikari und Rei Ayanami. Fuyutsuki offenbart ihm, dass seine Mutter einst beim EVA-Projekt für die Steuerung zuständig war und sich mit dem Kern selbst verbinden wollte. Dabei verschmolz sie jedoch damit und einzig ihre Aufzeichnungen blieben erhalten, aus denen schließlich die Ayanami-Serie kreiert wurde. Außerdem erklärt er noch, dass die wahre Persönlichkeit von Rei Ayanami, genauso wie die echte Persönlichkeit von Yui Ikari, in Evangelion Einheit-01 erhalten wird. Nach dieser Erkenntnis zerbricht Shinjis instabile Persönlichkeit erneut, da ihm bewusst wird, dass er in der Tat am Ende von Evangelion: 2.22 nicht „seine“ Rei gerettet hatte.
EVA-13 ist fertig und zusammen mit Kaworu soll Shinji sie steuern. Sie bewegen sich mit der neuen Einheit, zusammen mit Rei in EVA-09, in Richtung des Zentral Dogmas, von wo aus der Third Impact ausging, um diesen zu revidieren. Shinji, von den neuen Erkenntnissen verstimmt, ist dabei immer wieder abfällig gegenüber Rei, die seiner Meinung nach nicht „seine“ Rei ist. Im Zentral Dogma angekommen, bekommt Kaworu Zweifel über die Mission; irgendetwas stimme mit den zwei Speeren des Longinus und des Cassius nicht, die sie dort unten in ihren Besitz bringen wollen, da diese eigentlich unterschiedlichen Types sein sollten, es aber augenscheinlich nicht sind. Da Kaworu nicht mehr reagiert, steuert Shinji EVA-13 alleine in Richtung der Speere, die im Körper von Lilith und EVA-Einheit 06 steckten. Plötzlich tauchen EVA-02 und EVA-08 auf, die verhindern sollen, dass Shinji die Speere herauszieht. Während EVA-08 auf EVA-09 schießt, versucht Asuka mit ihrer EVA Shinji aufzuhalten. Es gelingt nicht.
Shinji klettert mit seiner EVA-Einheit auf den Rücken von Lilith und zieht beide Speere heraus, trotz Kaworus Warnungen, dass dies falsch sei. Statt den Third Impact rückgängig zu machen, löst Shinji den Fourth Impact aus. Der Körper von Lilith löst sich auf und gibt EVA-Einheit 06 preis: Es handelt sich um den 12. Engel. Der Energiekern des Engels bildet sich um EVA-13, der nun aber seine wahre Gestalt annimmt und sich dabei den Kern einverleibt. Während Shinji verzweifelt versucht zu begreifen, was er da gemacht hat, erkennt Kaworu, dass er nicht nur der erste, sondern auch der dreizehnte Engel ist.
Währenddessen steigt EVA-13 immer weiter in den Himmel und öffnet die Tore von Guf. Rei verliert derweil die Kontrolle über EVA-09 und katapultiert sich durch Ausstoßen der Pilotenkapsel in Sicherheit. Die führerlose EVA-Einheit 09 greift nun Misatos Flugzeug an, um zu verhindern, dass sie den Fourth Impact aufhält. Asuka greift EVA-09 an, kann aber im konventionellen Kampf nicht die Oberhand gewinnen. Schließlich initiiert Asuka die Selbstzerstörung von EVA-02 und katapultiert sich kurz vor der Explosion in Sicherheit.
Um den Fourth Impact zu verhindern, lässt sich Kaworu vor Shinjis Augen durch einen Totmannmechanismus, den Chocker, töten. Shinji kugelt sich daraufhin ein und kümmert sich nicht mehr um EVA-13 oder die Welt, woraufhin EVA-13 zu Boden stürzt. Mari, die sich in EVA-08 befindet, schafft es den Entry-Plug mit Shinji aus dem EVA rauszusprengen.
Am Ende sieht man, wie Asuka Shinji und Rei zu einem sicheren Ort bringt, damit Misato sie dort abholen kann.

## Vermarktung
Ein Trailer zu Evangelion 3.0 wurde bereits nach dem Abspann des vorhergehenden Teils, Evangelion: 2.22 – You Can (Not) Advance., gezeigt. Er handelt von Shinji und Rei, die sich immer noch in Neo Tokyo-3 befinden. Ein Großteil der im Trailer gezeigten Szenen fand jedoch im eigentlichen Film keine Verwendung.
Am 24. April 2013 erschien der Film in einer überarbeiteten Fassung als Evangelion: 3.33 – You Can (Not) Redo. auf Blu-ray und DVD; die deutsche Veröffentlichung bei Universum Anime erfolgte am 13. Dezember 2013.
In Japan erschien 2021 eine weitere überarbeitete 4K-Fassung als Evangelion: 3.333 im Kino und nachträglich auf Ultra HD Blu-ray und Blu-ray.

## Musik
Die Titelmusik „Sakura Nagashi“ (jap. 桜流し, wörtl. „Dahintreibende Kirschblüten“) wurde von Hikaru Utada gesungen, wie auch bereits in den beiden vorangegangenen Filmen. Ein Album der Filmmusik erschien am 28. November 2012.

## Synchronisation
Die erste deutsche Sprachfassung des Films wurde vom Berliner Synchronstudio Deutsche Synchron erstellt. Amazon ließ 2021 bei Arena Synchron eine neue Synchronfassung erstellen, wobei, wenn möglich, auf die Synchronsprecher der Ursprungsserie zurückgegriffen wurde, von denen einige bei der ersten Fassung von 1.11 nicht verfügbar waren. In der ersten Fassung der Filmreihe hat man in den kurzen Szenen von 1.11 und 2.22 Robin Kahnmeyer als Kaworu gehört, aber in 3.33 wurde mit Dirk Petrick die Rolle des Kaworu umbesetzt. Durch die neue Fassung ist Kahnmeyer in allen vier Filmen zu hören. Zudem wurde ein Fehler korrigiert, als in der ersten Fassung von 3.33 der Text von Lorenz Keel von Gendos Sprecher Erich Räuker synchronisiert wurde, statt von Lorenz’ Sprecher Horst Lampe aus den vorherigen Filmen.
| Rolle                     | Japanischer Sprecher (Seiyū) | Deutscher Sprecher | Deutscher Sprecher    |
| Rolle                     | Japanischer Sprecher (Seiyū) | DVD (2013)         | Amazon (2021)         |
| ------------------------- | ---------------------------- | ------------------ | --------------------- |
| Shinji Ikari              | Megumi Ogata                 | Hannes Maurer      | Hannes Maurer         |
| Asuka Langley Shikinami   | Yūko Miyamura                | Julia Ziffer       | Julia Ziffer          |
| Ritsuko Akagi             | Yuriko Yamaguchi             | Peggy Sander       | Peggy Sander          |
| Shigeru Aoba              | Takehito Koyasu              | Rainer Fritzsche   | Rainer Fritzsche      |
| Makoto Hyuga              | Hiro Yūki                    | Frank Schröder     | Frank Schröder        |
| Kōji Takao                | Akio Ōtsuka                  | Tilo Schmitz       | Tilo Schmitz          |
| Sumire Nagara             | Sayaka Ohara                 | Yara Blümel        | Yara Blümel           |
| Gendō Ikari               | Fumihiko Tachiki             | Erich Räuker       | Erich Räuker          |
| Kōzō Fuyutsuki            | Motomu Kiyokawa              | Uli Krohm          | Uli Krohm             |
| Kaworu Nagisa             | Akira Ishida                 | Dirk Petrick       | Robin Kahnmeyer       |
| Mari Illustrious Makinami | Maaya Sakamoto               | Jennifer Weiß      | Lea Kalbhenn          |
| Rei Ayanami               | Megumi Hayashibara           | Samia Little Elk   | Marie Bierstedt       |
| Misato Katsuragi          | Kotono Mitsuishi             | Gundi Eberhard     | Julia Kaufmann        |
| Lorenz Keel               | Mugihito                     | Erich Räuker       | Horst Lampe           |
| Hideki Tama               | Anri Katsu                   | Jannick Beeck      | Matthias von Stegmann |

## Rezeption
Der Film erschien in Japan am 17. November 2012 und spielte an seinem ersten Wochenende 1,1 Milliarden Yen (11 Mio. €) ein, womit er trotz Aufführung in nur 224 Kinos der zweiterfolgreichste Kinostart 2012 in Japan war, nach One Piece Film Z. Nach nur neun Tagen wurden über 2 Millionen Kinokarten verkauft und das Einspielergebnis stieg auf über 2,84 Milliarden Yen (26,7 Mio. €). Der Vorgänger Evangelion: 2.22 – You Can (Not) Advance. spielte in derselben Zeit etwa die Hälfte dieses Betrags ein.
Bis er am 17. April 2013 aus dem Programm genommen wurde, spielte er insgesamt 5,26 Mrd. Yen (41 Mio. €) ein.